# Sven O. Kullander
Sven Oscar Kullander, född 30 november 1952 i Sollefteå, är en svensk biolog med en doktorsexamen i iktyologi. Han forskar framför allt på ciklider och andra tropiska sötvattenfiskar, men har bland annat också arbetat med hotade svenska fiskarter. Sven O. Kullander var gift med Fang Fang Kullander (1962–2010) som var iktyolog och intendent på Naturhistoriska riksmuseet.

## Utbildning och yrke
Kullander har studerat vid Umeå såväl som Stockholms universitet. Sin doktorstitel erhöll han i Stockholm år 1984. Han arbetar för närvarande som försteintendent på Naturhistoriska riksmuseet i Stockholm, med ansvar för de iktyologiska och herpetologiska samlingarna. Han samordnar också museets bidrag till FishBase. Kullander var 2005–2010 projektledare för GBIF-Sweden, den svenska noden av Global Biodiversity Information Facility. GBIF arbetar med att samla information om biologisk mångfald, där målet är att göra all information om jordens alla arter fritt tillgänglig för alla människor överallt.

## Arbetet som auktor
Kullander har skrivit många vetenskapliga publikationer och böcker, samt genomfört ett stort antal expeditioner – främst till Syd- och Centralamerika – där han har beskrivit systematiken för många grupper och arter av ciklider. Kullander står dessutom som auktor för ett flertal fiskarter, främst inom släktet Apistogramma och i Cichlasoma-komplexet.